# Брюховичский форт
Брюховичский форт (укр. Брюховицький форт, другое название — Зявленская гора (З’явленська гора)) — фортификационное сооружение на окраине Львова, один из 11 фортов, который должен был обеспечивать круговую оборону города.
Форт расположен в посёлке Брюховичи, на северо-запад от Львова, на крутом холме под названием Зьявленская гора, недалеко от Брюховичского кладбища и лесничества.

## Описание
Форт занимает выгодное положение на высоком холме, который с трёх сторон (с севера, запада и юга) имеет крутые склоны и из которого было видно окружающие долины на многие километры. Форт состоит из нескольких крытых галерей с бойницами, построенных из кирпича (стены) и бетона (перекрытие, брустверы), а также сети окопов. На самой вершине холма, выше галерей, в углублении, расположены два тайника. С востока холм соединен узкой перемычкой с другими холмами Брюховичского леса. К форту проложена грунтовая дорога (сохранилась по сей день), которая во многих местах защищена валом.

## История
Начало строительства форта относят к 1887 году. Тогда власть Австро-Венгерской империи понимала, что агрессивная политика Российской империи может, в конце концов, привести к большой войне. Поэтому было принято решение укрепить некоторые города Галичины, в частности Львов и Перемышль (см. Перемышльская крепость). Строительство форта завершено после к 1912 году.
Уже во время строительства форт потерял свое оборонительное значение, ведь в начале XX века в армиях европейских государств начали использовать тактику стрельбы с закрытых позиций, поэтому во время военный действий форт можно было легко обстреливать из пушек.
Когда началась Первая мировая война, австрийское командование не пыталось удерживать брюховичскую позицию, как, впрочем, и весь Львов. Однако впоследствии, в 1915 году, во время контрнаступления австрийских войск (известного, как наступление генерала Маккензена), русское командование оборудовали форт своими пушками. Скорее всего, это были трехдюймовые (76,2 мм) скорострельные пушки образца 1902 года (дальность стрельбы — 8500 м). Австрийские войска обнаружили и выбили русских с занятых позиций с помощью 305-мм мортир, так называемых «мерзерив». После этого форт никто больше не использовал. Сейчас он находится в полуразрушенном состоянии.